# فايد عبد الجواد إبراهيم
فايد عبد الجواد إبراهيم (15 أغسطس 1952) شاعر سوري. ولد في قرية القبو من محافظة حمص. حصل على الإجازة في اللغة العربية من جامعة دمشق، عام 1974. عمل مدرّسًا حتى تقاعده. له عدة دواوين شعرية ونال عديد من جوائز عن أعماله الإبداعية. 

## حياته
ولد فايد عبد الجواد إبراهيم في يوم 25 ذي القعدة 1371/ 15 أغسطس 1952 في قرية القبو من محافظة حمص ونشأ بها. أنهى دراسته الاعدادية والثانوية‌ في حمص، وحصل على الإجازة في اللغة العربية من جامعة دمشق في 1974. 

عمل مدرّسًا في ثانويات حمص، ومديرًا لثانوية ناحية القبو بها.  هو عضو باتحاد الكتاب العرب بجمعية الشعر. 

## جوائز
- جائزة القدس 1991.[5][3]
- جائزة مدحة عكاشة
- جائزة مجلة المنال الإماراتية
- جائزة مجلة التراث الإماراتية
- جائزة اتحاد الكتاب العرب الأسبوع الأدبي
- جائزة وزارة الإعلام والثقافة والشباب ـ الإمارات (جائزة البردة) الدورة الأولى
- جائزة وزارة الثقافة السورية لشعر الأطفال
- جائزة وزارة التربية ـ الإمارات لشعر الأطفال
- جائزة نقابة المعلمين ـ سوريا ـ عدة مرات

- 2016: مسابقة «أجمل قصيدة وطنية كتبت خلال الحرب على سوريا»، المركز الأول، لقصيدته الأعلون. [6]

## مؤلفاته
من دواوينه الشعرية:
- همسات في ظلال المحبة ـ اتحاد الكتاب العرب ـ دمشق ـ 1991
- بيديك مفتاح المدينة ـ اتحاد الكتاب العرب ـ دمشق ـ 1993
- اليوم أمنحك اشتعالي ـ دار التوحيدي ـ حمص ـ 2005
- على أفق الانتظار ـ اتحاد الكتاب العرب ـ دمشق ـ 2005